# Kuzie (stacja kolejowa)
Kuzie – zlikwidowana wąskotorowa stacja kolejowa w Kuziach na linii kolejowej Dęby – Łomża Wąskotorowa, w powiecie łomżyńskim, w województwie podlaskim, w Polsce.